# Żona fil-Baħar fil-Majjistral
Żona fil-Baħar fil-Majjistral este o arie protejată (arie de protecție specială avifaunistică — SPA) din Malta întinsă pe o suprafață de 5.589,76 ha, integral marine.

## Localizare
Centrul sitului Żona fil-Baħar fil-Majjistral este situat la coordonatele 36°08′42″N 13°44′13″E / 36.1449°N 13.737°E.

## Înființare
Situl Żona fil-Baħar fil-Majjistral a fost declarat arie de protecție specială avifaunistică în noiembrie 2016 pentru a proteja 1 specie de animale.

## Biodiversitate
Situată în ecoregiunea marină mediteraneană, aria protejată nu include niciun habitat protejat.
La baza desemnării sitului se află o specie protejată de  păsări: Hydrobates pelagicus.